# Pseudopoda birmanica
Pseudopoda birmanica là một loài nhện trong họ Sparassidae.
Loài này thuộc chi Pseudopoda. Pseudopoda birmanica được Peter Jäger miêu tả năm 2001.